# Dinastia Hồng Bàng
La Dinastia Hồng Bàng, coneguda també com la Dinastia Lạc, és un període històric antic de la historiografia vietnamita, que abasta des del començament del govern Hùng Vương el 2879 aC fins a la conquesta de l'estat per An Dương Vương uns 2000 anys després, al 258 aC.
La crònica vietnamita del segle XV Đại Việt sử ký toàn thư (Đại Việt, La història completa) afirmava que el període va començar amb Kinh Dương Vương com el primer rei Hùng (vietnamita Hùng Vương), un títol utilitzat en moltes discussions modernes sobre els antics governants vietnamites d'aquest període. El rei Hùng era el monarca absolut del país i, almenys en teoria, exercia el control total de la terra i els seus recursos. El Đại Việt sử ký toàn thư també va deixar escrit que la capital de la nació era Phong Châu (a l'actual província de Phú Thọ al nord de Vietnam) i va al·legar que Văn Lang limitava a l'oest amb Ba-Shu (l'actual Sichuan), i al nord pel llac Dongting (Hunan), a l'est pel mar de l'Est i al sud pel Champa.
Durant milers d'anys al final de l'Edat de Pedra, la població van créixer i es van estendre per totes les parts del Vietnam. Els primers vivien a prop dels rius Hồng, Cả i Mã, i el seu territori incloïa els territoris meridionals moderns de la Xina fins a les ribes del riu Hồng al territori del nord de Vietnam. Segles de desenvolupament d'una civilització i una economia basades en el cultiu de l'arròs de regadiu van fomentar el desenvolupament d'estats tribals i assentaments comunals.

## Origen del nom
El nom Hồng Bàng és la pronunciació xinès-vietnamita dels caràcters "鴻龐" assignats a aquesta dinastia en les primeres històries escrites pels vietnamites en xinès; el seu significat és, suposadament, un ocell gegant mític (龐) (鴻).
El lingüista francès Michel Ferlus (2009) inclou 文郎 Văn Lang (xinès antic : ZS * mɯn - raːŋ ; B&S * mə [n] - C.rˤaŋ) a la paraula-família * -ra: ŋ "ésser humà, persona "etonònims del sud-est asiàtic en tres famílies lingüístiques, austroasiàtic, xinès-tibetà, austronèsic, juntament amb:
- El etnònim Maleng d'un poble viètic que viu a Vietnam i Laos; Ferlus suggereix que Vietic * m.leŋ és la "forma tardana iàmbica" de * m.ra: ŋ .
- Un regne al nord d'avui: Cambodja, xinès :堂明 Táng-míng en Sānguózhì i més tard Dào-míng 道明en documents Tang;
- Un regne sotmès per Jayavarman II en el segle VIII, conegut com Maleṅ [məlɨə̆ŋ] a Pre-Angkorian i Malyaṅ [məlɨə̆ŋ] a Angkorian Khmer; el nom del regne està connectat fonèticament amb Maleng, però res més és concloent.
- L'etnònim မြန်မာ Mraṅmā (1342); en la transcripció xinesa 木浪: OC * moːɡ-raːŋs → MC * muk̚-lɑŋᴴ → Mandarin Mù-làng .
- Malai * ʔuʀaŋ "ésser humà, persona".

També existeix un etimon proto-Mon-Khmer fonèticament similar : * t₂nra: ŋ "home, home".

## Història
Els primers esments històrics de Văn Lang es registren en documents en idioma xinès, que es remunten a la dinastia Tang (segles VII a l'IX), sobre l'àrea de Phong Châu (Phú Thọ). No obstant això, els registres xinesos també van indicar que altres persones, que vivien en altres llocs, també es deien Văn Lang.
Segons la llegenda escrita, el primer rei dels Vietnamites va ser el Rei Kinh Dương (Kinh Dương vương), que va unificar els pobles i va fundar l'estat Vietnamita primitiu l'any 2879 a.e.c. Algunes altres fonts diuen que l'autèntic primer rei vietnamita seria el seu fill, Lac Long Quan, fill de Kinh Dương i de Thần Long amb qui aquest s'havia casat. Lac Long Quan s'hauria casat amb Âu Cơ, filla de Đế Lai, amb qui segons la llegenda hauria tingut 100 fills. La parella s'hauria separat i la mare s'hauria emportat 50 fills a viure a les muntanyes i el pare hauria marxat amb els altres 50 fills a viure al Sud. Abans de marxar hauria transmès el tron al seu fill més gran que es va convertir en el Rei Hùng. El Rei Hùng hauria anomenat el seu regne Văn Lang que hauria comprès des del Mar de la Xina Meridional a l'Est, l'estat de Shu a l'Oest, el llac Dongting al Nord i al Sud el regne de Hồ Tôn (que alguns indiquen seria una forma antiga de referir-se a Txampa). La dinastia Hồng Bàng s'hauria mantingut al poder, segons la llegenda, fins a l'últim dels seus reis, el rei Nan dels Zhou que hauria regnat fins al 258 a.e.c. Des de la tercera dinastia Hung, l'any 2524 a.e.c, el suposat regne s'hauria anomenat Văn Lang.
D'aquesta època però no hi fa fonts directes vietnamites.Si que se sap que parlants de proto-vietic s'haurien instal·lat a la regió del Delta del Riu Vermell cap al 1000 a.e.c. i que el alguns dels primers textos escrits en xinès entre el 1300 i el 1046 a.e.c mencionen a una gent del sud-est de la xina que estudiosos de xinès antic creuen que es pronunciaria com a ywet en xinès antic, Yue en mandarí modern, i Việt en vietnamita. No hi ha però cap evidència escrita de si la gent de la zona del Delta del Riu Roig es referien a ells mateixos també com a Việt (així com tampoc n'hi ha de que es referissin a si mateixos com a Lạc).

## Organització
El primer rei Hùng va establir el primer estat "vietnamita" en resposta a les necessitats de cooperació en la construcció de sistemes hidràulics i en les lluites contra els seus enemics. Aquesta era una forma molt primitiva d'estat sobirà amb el rei Hùng al damunt i sota ell una cort estava formada per assessors: els lạc hầu. El país estava compost per quinze bộ "regions", cadascuna governada per un lạc tướng; normalment el lạc tướng era un membre de la família dels reis Hùng. Bộ comprenia els llogarets i pobles agrícoles basats en una relació de clan matriarcal i encapçalats per un bộ chính, generalment un ancià de la tribu masculí.
El conte del clan Hồng Bàng afirmava que els reis Hùng havien nomenat princeses com "mỵ nương" (de Tai mae nang, que significa princesa), i prínceps com quan lang (de la paraula Muong per a noble Muong al llarg del temps).
Una font semihistòrica va descriure que la frontera nord de Văn Lang s'estenia fins a la part sud de l'actual Hunan, i la frontera sud s'estenia fins al delta del riu Cả, incloent-hi parts de l'actual Guangxi, Guangdong i Vietnam del Nord. Aquestes afirmacions no han estat provades per la investigació arqueològica.
Segons el llibre de Trần Trọng Kim, Việt Nam sử lược (Una breu història del Vietnam), el país estava dividit en 15 regions tal com es mostra a la taula següent. Tanmateix, els termes procedeixen dels noms sinovietnamites de les comandes posteriors establertes pels xinesos al nord de Vietnam.
| Nom                          | Localització actual                                                           |
| ---------------------------- | ----------------------------------------------------------------------------- |
| Phong Châu (capital del rei) | Província de Phú Thọ                                                          |
| Châu Diên (朱鳶)             | Província de Sơn Tây                                                          |
| Phúc Lộc (福祿)              | Província de Sơn Tây                                                          |
| Tân Hưng (新興)              | Hưng Hóa (part de la província de Phú Thọ) i la província de Tuyên Quang      |
| Vũ Định (武定)               | Província de Thái Nguyên i província de Cao Bằng                              |
| Vũ Ninh (武寧)               | Província de Bắc Ninh                                                         |
| Lục Hải (陸海)               | Província de Lạng Sơn                                                         |
| Ninh Hải (寧海)              | Quảng Yên (una part de la província de Quảng Ninh)                            |
| Dương Tuyên (陽泉)           | Província de Hải Dương                                                        |
| Giao Chỉ (交趾)              | Hà Nội, província de Hưng Yên, província de Nam Định i província de Ninh Bình |
| Cửu Chân (九真)              | Província de Thanh Hóa                                                        |
| Hoài Hoan (懷驩)             | Província de Nghệ An                                                          |
| Việt Thường (越 裳)          | Província de Quảng Bình i Província de Quảng Trị                              |
| Cửu Đức (九德)               | Província de Hà Tĩnh                                                          |
| Bình Văn (平文)              | desconegut                                                                    |

## Cronologia
La història del període Hồng Bàng es divideix segons el govern de cada rei Hùng. La datació dels esdeveniments encara és un tema d'investigació. Els intervals de dates són estimacions de dates conservadores per als períodes coneguts: Les línies de reis estan en l'ordre de les bagua i els troncs celestes.
| - Període primerenc (2879–2000 aC) - Línia Càn (支乾) (Dinastia Hùng I, 2879 – 2794 aC) - Línia Khảm (支坎) (Dinastia II, 2793 – 2525 aC) - Línia Cấn (支艮) (Dinastia III, 2524 – 2253 aC) - Línia Chấn (支震) (Dinastia IV, 2252 - 1913 aC) | - Període Phùng Nguyên (2000–1500 aC) - Línia Tốn (支巽) (Dinastia V, 1912 – 1713 aC) - Línia Ly (支離) (Dinastia VI, 1712 – 1632 aC) - Línia Khôn (支坤) (Dinastia VII, 1631 – 1432 aC) | - Període Đồng Đậu (1500–1100 aC) - Línia Đoài (支兌) (Dinastia VIII, 1431 - 1332 aC) - Línia Giáp (支甲) (Dinastia IX, 1331 – 1252 aC) - Línia Ất line (支乙) (Dinastia X, 1251 – 1162 aC) - Línia Bính line (支丙) (Dinastia XI, 1161 – 1055 aC) |

| - Període Gò Mun (1100–800 aC) - Línia Đinh (支丁) (Dinastia XII, 1054 – 969 aC) - Línia Mậu (支戊) (Dinastia XIII, 968 – 854 aC) - Línia Kỷ (支己) (Dinastia XIV, 853 – 755 aC) | - Període Đông Sơn (800–258 aC) - Línia Canh (支庚) (Dinastia XV, 754 – 661 aC) - Línia Tân (支辛) (Dinastia XVI, 660 – 569 aC) - Línia Nhâm (支壬) (Dinastia XVII, 568 – 409 aC) - Línia Qúy (支癸) (Dinastia XVIII, 408 – 258 aC) |  |